# Список эпизодов мультсериала «Аватар: Легенда об Аанге»
Данная статья содержит список серий мультсериала «Аватар: Легенда об Аанге». Мультсериал состоит из трёх сезонов, именуемых «книгами», состоящих из серий — «глав». В 1 и 2 книгах по 20 глав, в 3 книге — 21 глава.

## Обзор сезонов
| Книги | Книги | Название | Эпизоды | Оригинальная дата показа | Оригинальная дата показа |
| Книги | Книги | Название | Эпизоды | Премьера сезона          | Финал сезона             |
| ----- | ----- | -------- | ------- | ------------------------ | ------------------------ |
|       | 1     | Вода     | 20      | 21 февраля 2005          | 2 декабря 2005           |
|       | 2     | Земля    | 20      | 17 марта 2006            | 1 декабря 2006           |
|       | 3     | Огонь    | 21      | 21 сентября 2007         | 19 июля 2008             |

## Список эпизодов

### Книга 1: Вода (2005)
| № | Название                                                                                   | Дата премьеры    | Код серии |
| 1 | Мальчик из айсберга (англ. The Boy in the Iceberg)                                         | 21 февраля 2005  | 101       |
| Первый эпизод мультсериала. В нём рассказывается о Катаре и Сокке, представителях Южного племени воды, которые во время рыбалки находят айсберг и замороженного в нём юного мага воздуха Аанга. |                                                                                            |                  |           |
| 2 | Возвращение Аватара (англ. The Avatar Returns)                                             | 21 февраля 2005  | 102       |
| Во втором эпизоде Аанг узнаёт о войне, начавшейся сразу же после его исчезновения. Также происходит первая схватка с Зуко. Аанг пойман, но, применив магию воздуха, а позже перейдя в состояние Аватара, выбирается из плена. |                                                                                            |                  |           |
| 3 | Южный храм воздуха (англ. The Southern Air Temple)                                         | 25 февраля 2005  | 103       |
| С этого эпизода начинается долгое путешествие основных персонажей к Северному полюсу. И первой остановкой должен стать родной для Аанга Южный Храм Воздуха, где ему предстоит узнать страшную правду о своём народе. Зуко встречает своего соперника, адмирала Джао. |                                                                                            |                  |           |
| 4 | Воины Киоши (англ. The Warriors of Kyoshi)                                                 | 4 марта 2005     | 104       |
| Аанг, Сокка и Катара оказываются на острове Киоши (названном в честь одного из предыдущих аватаров). Здесь их сначала берут в плен, но потом встречают со всеми почестями. Впервые появляется Суюки. Она учит Сокку приёмам воительниц острова Киоши. О местонахождении Аанга узнаёт Зуко, что приводит к новой встрече с ним и его воинами. |                                                                                            |                  |           |
| 5 | Царь Омашу (англ. The King of Omashu)                                                      | 18 марта 2005    | 105       |
| Этот эпизод представляет нам ещё одного необычного персонажа, правителя города Омашу царя Буми. Он подвергает Аанга различным испытаниям, а в конце оказывается, что он — старый друг Аанга. Буми — очень сильный маг земли, Аанг называет его «безумным гением» за его выдающиеся идеи и сумасшедшее поведение. |                                                                                            |                  |           |
| 6 | Пленные (англ. Imprisoned)                                                                 | 25 марта 2005    | 106       |
| Эпизод, повествующий об одной из многочисленных деревнях племени Земли, захваченных людьми Огня. Там запрещена магия земли. А все маги находятся в тюрьме на барже, где не могут использовать магию. Освободиться им помогут Аанг, Сокка, а особенно Катара, сумевшая своей силой воли поднять магов земли на восстание. |                                                                                            |                  |           |
| 7 | Зимнее Солнцестояние, Часть 1: Мир Духов (англ. The Spirit World: Winter Solstice, Part 1) | 8 апреля 2005    | 107       |
| Аанг с друзьями попадает в деревню, которой угрожает разгневанный лесной дух Хей Бай. Защищая жителей деревни, Аанг впервые попадает в Мир Духов, где знакомится с духом дракона Аватара Року, а также узнаёт, как ему с ним встретиться. Тем временем Зуко спасает своего дядю из плена магов земли. |                                                                                            |                  |           |
| 8 | Зимнее Солнцестояние, Часть 2: Аватар Року (англ. Avatar Roku: Winter Solstice, Part 2)    | 15 апреля 2005   | 108       |
| Аанг, Катара и Сокка предпринимают опасное путешествие к храму Аватара Року. Там Аанг узнаёт много нового о своей миссии и своём предназначении. Также здесь впервые показано, как прошлые жизни Аанга могут проявляться в нём. Зуко и Джао находят его на этом острове. Когда в Аанге пробуждается дух Аватара Року, остров рушится, а преследователи убегают. |                                                                                            |                  |           |
| 9 | Свиток водной магии (англ. The Waterbending Scroll)                                        | 29 апреля 2005   | 109       |
| Катара крадёт свиток у «отчаянного торговца». Это приводит к непредвиденным последствиям: сражению с пиратами и новой встрече с Зуко. |                                                                                            |                  |           |
| 10 | Джет (англ. Jet)                                                                           | 6 мая 2005       | 110       |
| Наши путешественники натыкаются на партизанский отряд Джета, юноши из племени Земли, который потерял свою семью во время войны. Теперь Джет мстит любому представителю людей Огня — будь то воин или мирный житель. Он собирается затопить целую деревню со всеми обитателями. Только вмешательство Сокки смогло предотвратить ужасный поступок. |                                                                                            |                  |           |
| 11 | Большой водораздел (англ. The Great Divide)                                                | 20 мая 2005      | 111       |
| Аанг с друзьями должны пройти через огромный каньон. Сделают они это не в одиночку, а с двумя племенами Земли, которые были едины, но много лет назад из-за глупости рассорились и теперь непримиримо враждуют. Помирить их смог только Аватар. |                                                                                            |                  |           |
| 12 | Буря (англ. The Storm)                                                                     | 3 июня 2005      | 112       |
| Один из ключевых эпизодов. Во время грозы Аанг вспоминает о своей жизни до заточения в айсберге. Он рассказывает, как узнал о своей судьбе и о том, почему сбежал. Ему стыдно за своё бегство, он считает, что предал весь мир. Но Катара его утешает, говоря, что так было нужно и это судьба — ведь если он тогда не убежал, Аанга убили бы вместе с другими Воздушными Кочевниками. Параллельно Айро рассказывает команде корабля Зуко о том, как его племянник получил шрам. Зуко раскрывается с новой стороны. |                                                                                            |                  |           |
| 13 | Синяя маска (англ. The Blue Spirit)                                                        | 17 июня 2005     | 113       |
| Сокка и Катара заболели. Аанг отправляется за лекарством, но по дороге попадает в плен к адмиралу Джао. Выбраться ему помогает таинственный воин в синей маске. Узнать, кто же скрывается под маской, предстоит только в конце, когда Аангу предстоит помочь своему неожиданному спасителю — это оказывается Зуко. |                                                                                            |                  |           |
| 14 | Гадалка (англ. The Fortuneteller)                                                          | 23 сентября 2005 | 114       |
| Аанг, Сокка, Катара попадают в деревню, где живёт предсказательница. Аанг и Катара верят всему, что она говорит, и пытаются узнать свою судьбу. Сокка же ей не верит и пытается убедить всех, что она шарлатан. Но ему никто не верит. И это едва не приводит к беде. |                                                                                            |                  |           |
| 15 | Бато из племени Воды (англ. Bato of the Water Tribe)                                       | 7 октября 2005   | 115       |
| Аанг, Катара и Сокка находят представителя племени Воды Бато, который ждёт письма от отца Катары и Сокки. Аанг боится, что они его покинут, и когда письмо наконец приходит — прячет его. Но позже очень жалеет, ведь для Катары и Сокки их миссия важнее. |                                                                                            |                  |           |
| 16 | Дезертир (англ. The Deserter)                                                              | 21 октября 2005  | 116       |
| Наши герои оказываются в городе людей Огня, где узнают о дезертире, старом мастере Огня, который не хочет воевать против других народов. Он может научить Аанга магии огня, но как его убедить сделать это, ведь Аанг ещё не овладел магией воды и земли, а без них магия огня смертельно опасна в неопытных руках. |                                                                                            |                  |           |
| 17 | Северный храм воздуха (англ. The Northern Air Temple)                                      | 4 ноября 2005    | 117       |
| Аанг, Сокка и Катара находят Северный Храм Воздуха, который оказался не заброшенным, а обжитым беженцами, среди которых есть гениальный изобретатель, делающий оружие для людей Огня в обмен на безопасность. Всем предстоит делать нелёгкий выбор. Они дают бой людям Огня и выигрывают его, но при этом врагам достаётся воздушный шар. |                                                                                            |                  |           |
| 18 | Учитель магии воды (англ. The Waterbending Master)                                         | 18 ноября 2005   | 118       |
| Наши герои наконец-то достигли Северного полюса. Учитель Паку согласен обучать магии воды Аанга, но не Катару, ибо это не в традициях племени. И Катаре в бою предстоит отстоять своё право обучаться. Она изучает целительство и дерётся на дуэли с Паку, выясняя в конце, что он — бывший жених её бабушки. А Сокка в это время влюбляется в принцессу Северного племени воды Юи. Тем временем флот адмирала Джао уже приближается к границам Северного полюса.                                                   |                                                                                            |                  |           |
| 19 | Осада Севера, Часть 1 (англ. The Siege of the North, Part I)                               | 2 декабря 2005   | 119       |
| Осада началась. Зуко намерен захватить Аанга, пока тот ищет помощи в мире духов. Аанг просит помощи у древнего духа Коу, похитителя лиц, и тот рассказывает ему о духах Луны и Океана (Туи и Ла), которые отдали своё бессмертие для того, чтобы стать частью нашего мира, и теперь сами нуждаются в помощи. Катара защищает Аанга от Зуко. Ночью она сильнее, но утром Зуко всё же заберёт Аанга. В это же время маги воды отстаивают свою свободу и побеждают, но у адмирала Джао есть козырь в рукаве.           |                                                                                            |                  |           |
| 20 | Осада Севера, Часть 2 (англ. The Siege of the North, Part II)                              | 2 декабря 2005   | 120       |
| Зуко с Аангом уже далеко. Они попадают в метель, но Сокка, Юи и Катара их находят. После возвращения из мира духов Аанг помогает магам воды справиться с нападением. Принцесса Юи жертвует собой, чтоб воскресить дух Луны, убитый Джао. Дух океана Ла, с которым сливается Аанг, помогает справиться с флотом Джао и забирает его в мир духов. Озай, Лорд Огня, поручает своей дочери, Азуле, найти и вернуть домой Айро и Зуко.                                                                                   |                                                                                            |                  |           |

### Книга 2: Земля (2006)
| № | Название                                                | Дата премьеры    | Код серии |
| 1 | Состояние Аватара (англ. The Avatar State)              | 17 марта 2006    | 201       |
| Аанг должен отправиться в Омашу, чтобы найти себе учителя магии земли. Однако, придя к своему провожатому, он понимает, что тот хочет, чтобы Аватар помог ему и его людям в битвах против магов Огня. Пытаясь помочь Аангу принять состояние Аватара, провожатый грозит Аангу смертью Катары. Тот переходит в состояние Аватара, и не будучи способным себя контролировать, разрушает всё вокруг. Также в этой серии Аанг узнаёт, что если его убьют в состоянии аватара, то цикл Аватаров прервётся и аватар перестанет существовать. |                                                         |                  |           |
| 2 | Пещера двух влюблённых (англ. The Cave of Two Lovers)   | 24 марта 2006    | 202       |
| По дороге в Омашу Аанг со своими спутниками встречают странствующих музыкантов. Скрываясь от людей Огня, они отправляются в запутанный лабиринт под названием Пещера двух влюблённых. Поцеловавшись, Аанг и Катара открывают тайну лабиринта и находят выход, а музыкантам и Сокке, измученному бесконечными песнями, помогают гигантские барсуки-меломаны. Зуко и Айро скрываются в лесу от Азулы. Айро отравился цветком «Белый нефрит», но ему помогли люди Земли. |                                                         |                  |           |
| 3 | Возвращение в Омашу (англ. Return to Omashu)            | 7 апреля 2006    | 203       |
| Достигнув Омашу, Аанг со спутниками видит, что Омашу захвачен людьми огня. Аангу всё равно надо найти царя Буми. Маленький сын губернатора случайно попадает в лагерь людей земли, губернатор предлагает обмен на Буми. В процессе обмена вспыхивает поединок между Азулой с подругами и Аангом с друзьями. И хотя Аангу удаётся освободить Буми, тот решает, что время свободы ещё не настало. Нужно искать другого учителя. |                                                         |                  |           |
| 4 | Болото (англ. The Swamp)                                | 14 апреля 2006   | 204       |
| Смерч затягивает Аанга с друзьями на странное болото, они теряют Аппу и Момо. На болоте Катара, Сокка и Аанг видят странные видения и вступают в битву с чудовищем, оказавшимся местным магом, защищающим болото от пришельцев. На Аппу и Момо охотятся аборигены, но Аанг находит их и спасает. |                                                         |                  |           |
| 5 | День Аватара (англ. Avatar Day)                         | 28 апреля 2006   | 205       |
| Аватар оказывается в деревне, где его прошлое воплощение — Аватара Киоши обвиняют в убийстве Чина Великого. Аанг готов предстать перед судом. Сокка и Катара берутся расследовать это дело. Они находят массу улик, доказывающих невиновность Аанга. Аанг перевоплощается в Киоши и рассказывает, что она убила Чина, поскольку он напал на её страну. Аанга должны сварить в масле, но являются люди Огня, и Аанг спасает деревню, заслуживая прощение и любовь жителей. |                                                         |                  |           |
| 6 | Слепой бандит (англ. Blind Bandit)                      | 5 мая 2006       | 206       |
| Аанг ищет себе учителя магии земли. По совету своего старого друга Буми он ищет человека, который умеет не только нападать, но и слушать и ждать. И находит его в лучшем маге Земли, слепой девочке Тоф. Однако строгие родители девочки, узнав о её даре, не разрешают дочери отправиться с Аангом. Он и его друзья уходят, но, не успев улететь, они видят Тоф, которая бежит к ним и говорит, что «отец передумал». На самом же деле она сбежала, а её отец решил, что Аватар похитил девочку, поэтому отправляет за ней погоню. |                                                         |                  |           |
| 7 | Одинокий Зуко (англ. Zuko Alone)                        | 12 мая 2006      | 207       |
| Уставший и голодный Зуко останавливается в деревне, чтобы отдохнуть и купить еды. Бандиты в обличии войнов царства Земли отбирают у него провизию, но Зуко помогает мальчик: он приводит его домой к родителям. Те кормят Зуко ужином и дают кров. Наутро Зуко покидает этот дом, но потом его догоняет мама мальчика, что ему помог, и просит помощи. Оказывается, мальчика хотят забрать на войну. Зуко бросается помогать, но в бою с магом земли он был вынужден раскрыть свои способности мага огня. Зуко хоть и спасает мальчика, но не получает ни от него, ни от его мамы благодарности: они все его боятся и ненавидят. Зуко уходит. |                                                         |                  |           |
| 8 | Погоня (англ. The Chase)                                | 26 мая 2006      | 208       |
| Азула и её подручные неустанно гонятся за Аватаром. Аанг и его спутники измотаны. Тоф ссорится с Катарой и Аангом, уходит и встречает Айро. Чтобы запутать преследователей, команда Аанга разделяется. Катара и Сокка вступают в схватку с напарницами Азулы, помощь Аппы приходит вовремя. Азула настигает Аанга, но в битве появляется новый участник — Зуко. Вскоре к сражению присоединяются остальные: Катара, Сокка, Тоф и Айро. Азула ранит Айро и скрывается. |                                                         |                  |           |
| 9 | Неприятная работа (англ. Bitter Work)                   | 2 июня 2006      | 209       |
| Тоф приступает к обучению Аанга магии земли. Аангу она не даётся. Сокка застревает в расщелине, охотясь за неизвестным зверем. Аанг находит его, но, чтобы вытащить Сокку, ему необходима магия земли. Задачу осложняет мать «неизвестного зверя», огромный саблезубый лоселев. Этот эпизод позволяет Аангу освоить магию земли. Тем временем Айро пытается научить Зуко выпускать молнии. |                                                         |                  |           |
| 10 | Библиотека (англ. The Library)                          | 14 июля 2006     | 210       |
| Путники узнают от профессора Зея о библиотеке Духа Знания Ван Ши Тонг. В библиотеке Сокка делает открытие, что люди Огня уязвимы в момент солнечного затмения и узнаёт дату следующего затмения. Хозяин библиотеки, Ван Ши Тонг, возмущён тем, что одни люди используют его знания против других людей. Он пытается убить Аанга с товарищами. Библиотека уходит под землю с профессором Зеем, который не может расстаться с книгами. Тоф помогает спастись своим друзьям, но не может спасти Аппу от похищения. |                                                         |                  |           |
| 11 | Пустыня (англ. The Desert)                              | 14 июля 2006     | 211       |
| Без Аппы посреди безводной пустыни главные герои обречены на гибель. Аанг отчаянно пытается найти его. Тоф находит засыпанную лодку, и друзья добираются до скалы посреди пустыни. Здесь они встречают людей народа пустыни, в сыне главы племени Тоф узнаёт похитителя Аппы. Между тем, Зуко и его дядя Айро ищут помощи у древнего тайного общества «Белый Лотос». |                                                         |                  |           |
| 12 | Змеиный перевал (англ. The Serpent's Pass)              | 15 сентября 2006 | 212       |
| Зуко и Айро отправляются на пароме в Ба-Синг-Се, где встречают Джета. Аангу и его друзьям помешали сесть на паром. Ребята встречают старую знакомую — Суюки. Вместе они сопровождают семью беженцев через смертельно опасный Змеиный Перевал. |                                                         |                  |           |
| 13 | Бур (англ. The Drill)                                   | 15 сентября 2006 | 213       |
| Аанг обнаруживает тайное изобретение магов огня, гигантский бур, который направлен на захват Ба-Синг-Се. Он и его команда ищут способ остановить бур до того, как он разрушит большую стену города Земли. На борту бура находится Азула, Мэй и Тай Ли, которые хотят помешать Аангу задержать бур. В результате бур оказывается уничтожен. |                                                         |                  |           |
| 14 | Город стен и секретов (англ. City of Walls and Secrets) | 22 сентября 2006 | 214       |
| Аанг и его друзья наконец прибыли в Ба-Синг Се и хотят встретиться с царём Земли. В городе никто не знает про войну, притом какие-либо разговоры про неё строго запрещены. Между тем, Джет пытается найти доказательство того, что Зуко и дядя Айро являются магами огня. |                                                         |                  |           |
| 15 | Истории из Ба-Синг-Се (англ. Tales of Ba Sing Se)       | 29 сентября 2006 | 215       |
| Серия коротких рассказов, рассказывающая о приключениях Катары и Тоф, Айро, Сокки, Аанга, Зуко и Момо в Ба-Синг-Се. Одна из историй посвящена Мако, актёру, озвучивающему Айро в первой книге и скончавшемуся вскоре после её завершения. |                                                         |                  |           |
| 16 | Приключения Аппы (англ. Appa's Lost Days)               | 12 октября 2006  | 216       |
| История Аппы после того, как его украли у Аватара люди из народа пустыни. Выясняется, что его держат в подземельях Ба-Синг-Се Дай Ли, элитные воины, подчиняющиеся Лонг Фэнгу. |                                                         |                  |           |
| 17 | Озеро Лаогай (англ. Lake Laogai)                        | 3 ноября 2006    | 217       |
| При поиске Аппы, друзья сталкиваются с Джетом, но не знают верить ли ему или нет. Тем временем Зуко также охотится на Аппу, но затем при помощи дяди он отказывается от своей второй жизни в образе Синей маски. Во время поисков Аппы друзья вместе с Джетом и его друзьями натыкаются на Лонг Фэнга. Тот заставляет Джета напасть на Аанга, но Аватар разрушает чары Фэнга. Джет отказывается нападать на Аанга, и Лонг Фэнг смертельно ранит его. Друзья находят Аппу. |                                                         |                  |           |
| 18 | Царь Земли (англ. The Earth King)                       | 16 ноября 2006   | 218       |
| После событий на озере Лаогай команда Аватара решает, что им пора встретиться с царём. Однако Лонг Фенг вовсе не собирается сдаваться, и Аватара ожидает очередное препятствие. Зуко тяжело заболел после того как отказался от своей тёмной стороны. Он видит лихорадочные галлюцинации, сталкиваясь с духовным кризисом. Аватар с друзьями открывают Царю Земли глаза на всё происходящее, и тот приказывает арестовать Лонг Фэнга, но Дай Ли все ещё верны своему начальнику. В конце Тоф похищают люди, нанятые её отцом. Азула, Мэй и Тай Ли под видом воинов Киоши проникают в город и сближаются с царём.                              |                                                         |                  |           |
| 19 | Гуру (англ. The Guru)                                   | 1 декабря 2006   | 219       |
| Гуру в Восточном Храме Воздуха пытается помочь Аангу научится контролировать себя в состоянии Аватара. Сокка встречает своего давно потерянного отца. Тоф пытаются похитить, но она сбегает, благодаря изобретению магии металла. Катара, помогая с планом вторжения в царство Огня, попадает в беду. Азула вступает в сговор с Лонг Фенгом, а дядя Зуко собирается открыть свою чайную. |                                                         |                  |           |
| 20 | Перекрёсток судьбы (англ. The Crossroads of Destiny)    | 1 декабря 2006   | 220       |
| После видения Аанг спешит в Ба-Синг-Се, по пути встречая Тоф и Сокку. Агенты Дай Ли и Азула осуществляют переворот в городе и захватывают царя. Тоф и Сокка хотят предупредить царя, но опаздывают. Аанг и Айро находят Катару и Зуко, находящихся в плену. Зуко предаёт дядю и присоединяется к сестре. Во время сражения с противниками Аанг пытается открыть последнюю чакру, но в этот момент его убивает молнией Азула. Катара благодаря воде из Источника Духов воскрешает Аанга. Ребята вместе с царём бегут из города. Царь говорит, что Царство Земли пало.                                                                          |                                                         |                  |           |

### Книга 3: Огонь (2007—2008)
| № | Название                                                                                 | Дата премьеры    | Код серии |
| 1 | Пробуждение (англ. The Awakening)                                                        | 21 сентября 2007 | 301       |
| После излечения серьёзных травм, полученных в конце второго сезона, Аанг пробуждается и оказывается на борту судна народа Огня, захваченного его друзьями. Позже Аанг знакомится с Хакодой, отцом Катары и Сокки. Тем временем Зуко с триумфом приезжает домой. |                                                                                          |                  |           |
| 2 | Повязка на голову (англ. The Headband)                                                   | 28 сентября 2007 | 302       |
| Аанг, Сокка, Тоф и Катара воруют одежду людей Огня. Аанг, по случайности выбрав одежду школьника, попадает в Школу народа Огня и обучает школьников танцам, запрещённым у народа Огня. Зуко нанимает убийцу, подозревая, что Аватар жив. |                                                                                          |                  |           |
| 3 | Цветная Леди (англ. The Painted Lady)                                                    | 5 октября 2007   | 303       |
| По пути на место сбора для вторжения Аватар и его друзья попадают в рыбацкую деревню, после чего таинственный дух Цветная Леди начинает помогать сельским жителям. В конце выясняется, что этим духом притворялась Катара, но потом ей является настоящая Цветная Леди. |                                                                                          |                  |           |
| 4 | Учитель Сокки (англ. Sokka's Master)                                                     | 12 октября 2007  | 304       |
| Сокка чувствует, что недостаточно хорош для команды Аватара из-за отсутствия магии. Он находит учителя по боевому искусству и обучается у него. |                                                                                          |                  |           |
| 5 | Пляж (англ. The Beach)                                                                   | 19 октября 2007  | 305       |
| Зуко, Азула, Мэй и Тай Ли отправлены Лордом Огня на Угольный остров, где, отдыхая на пляже, узнают много нового о себе. На команду Аватара нападает убийца. |                                                                                          |                  |           |
| 6 | Аватар и Лорд Огня (англ. The Avatar and the Firelord)                                   | 24 октября 2007  | 306       |
| Аанг и Зуко узнают историю прошлых поколений и о том, как началась война и как умер Аватар Року. Оказывается, что Року был прадедом Зуко по материнской линии. |                                                                                          |                  |           |
| 7 | Беглянка (англ. The Runaway)                                                             | 25 октября 2007  | 307       |
| Тоф придумывает быстрый способ делать лёгкие деньги при помощи своих магических умений, Катара не одобряет это, но позже решает присоединиться к ней, из-за чего обе попадают в западню. |                                                                                          |                  |           |
| 8 | Кукловод (англ. The Puppetmaster)                                                        | 25 октября 2007  | 308       |
| Главные герои расследуют таинственное исчезновение людей в жутком городе. Они встречают некогда пленного мага воды, Хаму. Позже выясняется, что она и похищала людей. Катара, сама того не желая, учится у Хамы магии крови. |                                                                                          |                  |           |
| 9 | Кошмары и мечты (англ. Nightmares and Daydreams)                                         | 26 октября 2007  | 309       |
| Накануне затмения Аанга мучают кошмары о предстоящем сражении — ему кажется, что он не готов к битве. Друзья, как могут, пытаются ему помочь. Тем временем Зуко, побывав на военном собрании, понимает, что обретя любовь своего отца, он потерял самого себя. |                                                                                          |                  |           |
| 10 | День Чёрного Солнца, Часть 1: Вторжение (англ. The Day of Black Sun Part 1 The Invasion) | 23 ноября 2007   | 310       |
| В день долгожданного затмения, герои вместе со старыми друзьями готовятся к вторжению в Столицу народа Огня. Войска Сопротивления с боями прорываются в столицу. Аанг прилетает во дворец Лорда Огня, но никого там не обнаруживает. |                                                                                          |                  |           |
| 11 | День Чёрного Солнца, Часть 2: Затмение (англ. The Day of Black Sun Part 2 The Eclipse)   | 26 ноября 2007   | 311       |
| Друзья помогают Аангу найти главное логово Лорда Огня во время затмения. Но вместо Озая они встречают Азулу. Зуко объясняется с отцом и, в частности, объявляет о своём решении помогать Аватару. Некоторые остаются в столице людей Огня и дают Аангу и его друзьям сбежать. |                                                                                          |                  |           |
| 12 | Западный храм воздуха (англ. The Western Air Temple)                                     | 14 декабря 2007  | 312       |
| Аанг и его друзья, спасаясь от воинов Огня, прилетают в Западный храм воздуха, где неожиданно встречают Зуко, утверждающего, что он изменился и теперь на их стороне. В итоге он присоединяется к команде и становится учителем Аанга по магии огня. |                                                                                          |                  |           |
| 13 | Властелины огненной магии (англ. The Firebending Masters)                                | 4 января 2008    | 313       |
| Зуко почти теряет свою магию, и они с Аангом отправляются на руины обитания Воинов Солнца, чтобы восстановить её. Выясняется, что погибли не все драконы, которые были хранителями магии огня. |                                                                                          |                  |           |
| 14 | Кипящая скала, Часть 1 (англ. The Boiling Rock Part 1)                                   | 25 апреля 2008   | 314       |
| Сокка и Зуко отправляются в самую неприступную тюрьму народа Огня, Кипящую скалу, чтобы спасти отца Сокки, но вместо него встречают там предводителя воинов Киоши и возлюбленную Сокки - Суюки. Через некоторое время Сокка узнаёт о прибытии новых заключённых и думает, что там есть его отец. Так и оказалось... |                                                                                          |                  |           |
| 15 | Кипящая скала, Часть 2 (англ. The Boiling Rock Part 2)                                   | 25 апреля 2008   | 315       |
| Сокка и его отец разрабатывают новый план побега, однако им мешают появившиеся на острове Азула и её подруги. Мэй, поняв, что её любовь к Зуко сильнее страха перед принцессой, помогает ребятам сбежать. Тай Ли и Мэй в итоге предают Азулу. |                                                                                          |                  |           |
| 16 | Южные захватчики (англ. The Southern Raiders)                                            | 17 июля 2008     | 316       |
| Зуко помогает Катаре отыскать солдата армии Народа Огня, убившего её мать. Катара не может убить его, и позже прощает Зуко. |                                                                                          |                  |           |
| 17 | Театр на Изумрудном острове (англ. The Ember Island Players)                             | 18 июля 2008     | 317       |
| Герои смотрят пьесу о себе и всех своих приключениях. Но они не очень довольны постановкой. |                                                                                          |                  |           |
| 18 | Комета Созина, Часть 1: Король Феникс (англ. Sozin's Comet, Part 1: The Phoenix King)    | 19 июля 2008     | 318       |
| Аанг учится магии огня, но не хочет применять её против Озая. Лорд Огня объявляет себя Королём Фениксом и назначает Азулу новым лордом Огня, передумав брать её для вторжения в царство Земли. Аанг неожиданно исчезает с Угольного острова. Друзья отправляются на его поиски. |                                                                                          |                  |           |
| 19 | Комета Созина, Часть 2: Великие учителя (англ. Sozin's Comet, Part 2: The Old Masters)   | 19 июля 2008     | 319       |
| Аанг спрашивает у прошлых Аватаров, как победить Лорда Огня, не убивая его - и разочаровывается в услышанном. Зуко с друзьями находят членов Белого Лотоса. Дядя Айро прощает племянника и помогает героям. |                                                                                          |                  |           |
| 20 | Комета Созина, Часть 3: Прямиком в Ад (англ. Sozin's Comet, Part 3: Into the Inferno)    | 19 июля 2008     | 320       |
| Первая часть сражения Аанга с Озаем. Активную позицию занимает Лорд Огня, Аанг лишь защищается от нападений. Азула вызывает Зуко на агни-кай за право быть Лордом Огня. В ходе сражения Зуко спасает Катару от молнии Азулы, подставив себя под удар. Сокка, Тоф и Суюки пытаются помешать воздушной флотилии людей Огня. Они крадут один из кораблей и таранят им остальные, но Суюки оказывается отрезанной от Сокки и Тоф. |                                                                                          |                  |           |
| 21 | Комета Созина, Часть 4: Аватар Аанг (англ. Sozin's Comet, Part 4: Avatar Aang)           | 19 июля 2008     | 321       |
| Зуко поражён молнией Азулы, и сражаться с ней предстоит Катаре. Ей удалось обхитрить принцессу в битве. Катара лечит Зуко, а Азула повержена. Битва в воздухе продолжается. Тоф с помощью магии металла таранит остальные корабли, но вместе с Соккой падает на железный выступ. Сокка ломает ногу, жертвует космическим мечом и бумерангом и едва не роняет Тоф, но их спасает Суюки. Продолжается сражение между Аангом и Лордом Огня Озаем. Аанг переходит в состояние Аватара, и сила теперь на его стороне. В конце сражения Аанг, вопреки всем ожиданиям, не убивает Озая, а лишает его магии огня, чему его научила Лев-черепаха. Лорд Огня поражён, прекратилась война между народами. Зуко мирится с Мэй и становится Лордом Огня. Он и Аватар теперь признаны сохранять достигнутую гармонию в мире. Серия заканчивается тем, что главные герои отдыхают в чайной Айро в царстве Земли. Аанг и Катара целуются на закате. |                                                                                          |                  |           |